# Entodon decolor
Entodon decolor là một loài rêu trong họ Entodontaceae. Loài này được Mitt. Müll. Hal. mô tả khoa học đầu tiên năm 1879.